# Parade (Lübeck)

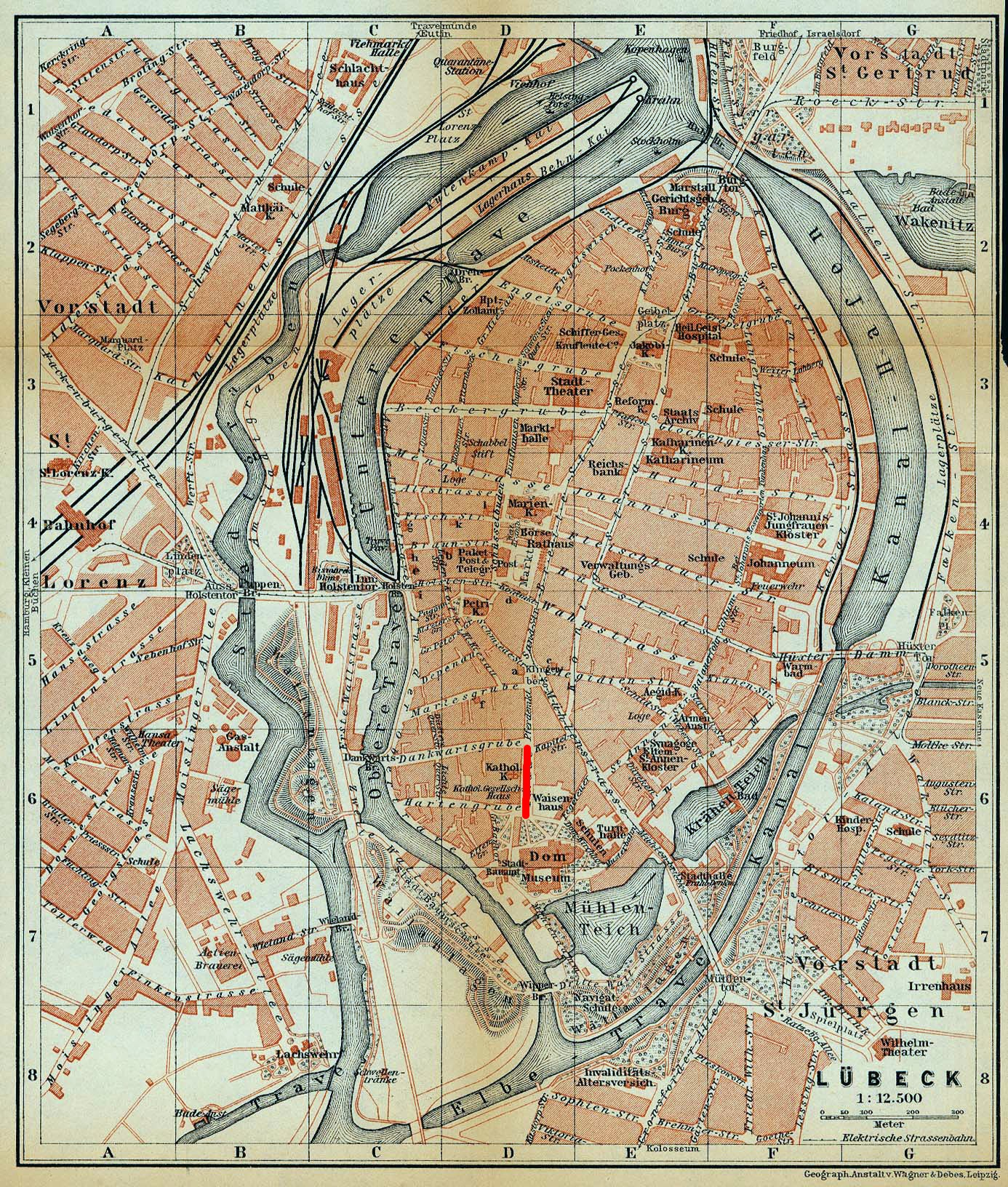
Die Lage der Parade, in rot markiert auf einem Stadtplan von 1910

Blick vom Dom auf die Parade vor der Errichtung der Herz-Jesu-Kirche (1888–1891). Im Hintergrund St. Petri, St. Marien und St. Jacobi (von links)

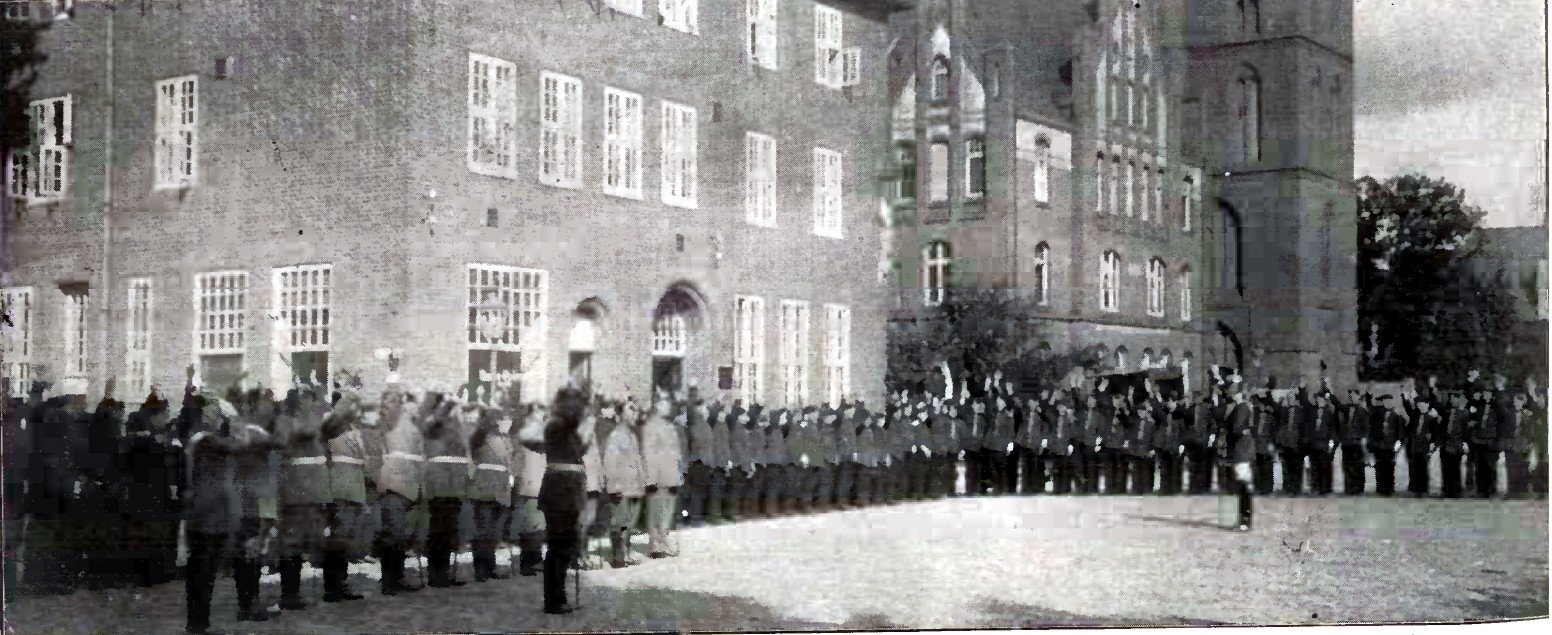
Nach der Vereidigung neuer Rekruten am 21. September 1914

Die Parade ist eine Straße der Lübecker Altstadt.

## Lage
Die etwa 140 Meter lange Parade befindet sich im südwestlichen Teil der Altstadtinsel, dem Marien Quartier. Sie beginnt am Zusammentreffen von Dankwartsgrube, Pferdemarkt und Kapitelstraße, verläuft südwärts und endet vor dem Zeughaus, wo sich Domkirchhof, Hartengrube und Großer Bauhof vereinen.

## Geschichte
Die heutige Parade wurde lange Zeit nicht als eigenständige Straße betrachtet. Sie war vielmehr ursprünglich Teil der Sandstraße, und als deren südlicher Abschnitt nach 1456 als Pferdemarkt dauerhaft als separate Straße angesehen wurde, war die Parade nunmehr ein Teil hiervon.
Durch die tägliche Wachtparade des Lübecker Stadtmilitärs vor dem Zeughaus seit Beginn des 18. Jahrhunderts bürgerte sich im Sprachgebrauch die Bezeichnung Parade für das Südende des Pferdemarktes ein, und 1852 wurde dieser Name auch amtlich festgelegt. Bedingt durch ihre Lage zwischen der Garnisonskirche und der katholischen Kirche nutzte das Militär sie auch danach. Von 1901 bis 1912 war das Schloss Rantzau Sitz des Stabes der 81. Infanterie-Brigade.
Sämtliche Grundstücke und Gebäude zu beiden Seiten der Parade waren ursprünglich Domherren-Kurien. Nach der Auflösung des Domkapitels infolge der Säkularisation fielen sie 1804 an die Stadt Lübeck, das Wohnrecht auf Lebenszeit verblieb jedoch bei den ehemaligen Domherren.

## Bauwerke
- Parade 1, Schloss Rantzau. Neugotisches Palais von 1858, in das ein gotischer Hintergiebel des 15. Jahrhunderts integriert wurde.
- Parade 4, die neugotische katholische Herz-Jesu-Kirche, errichtet 1888–1891.

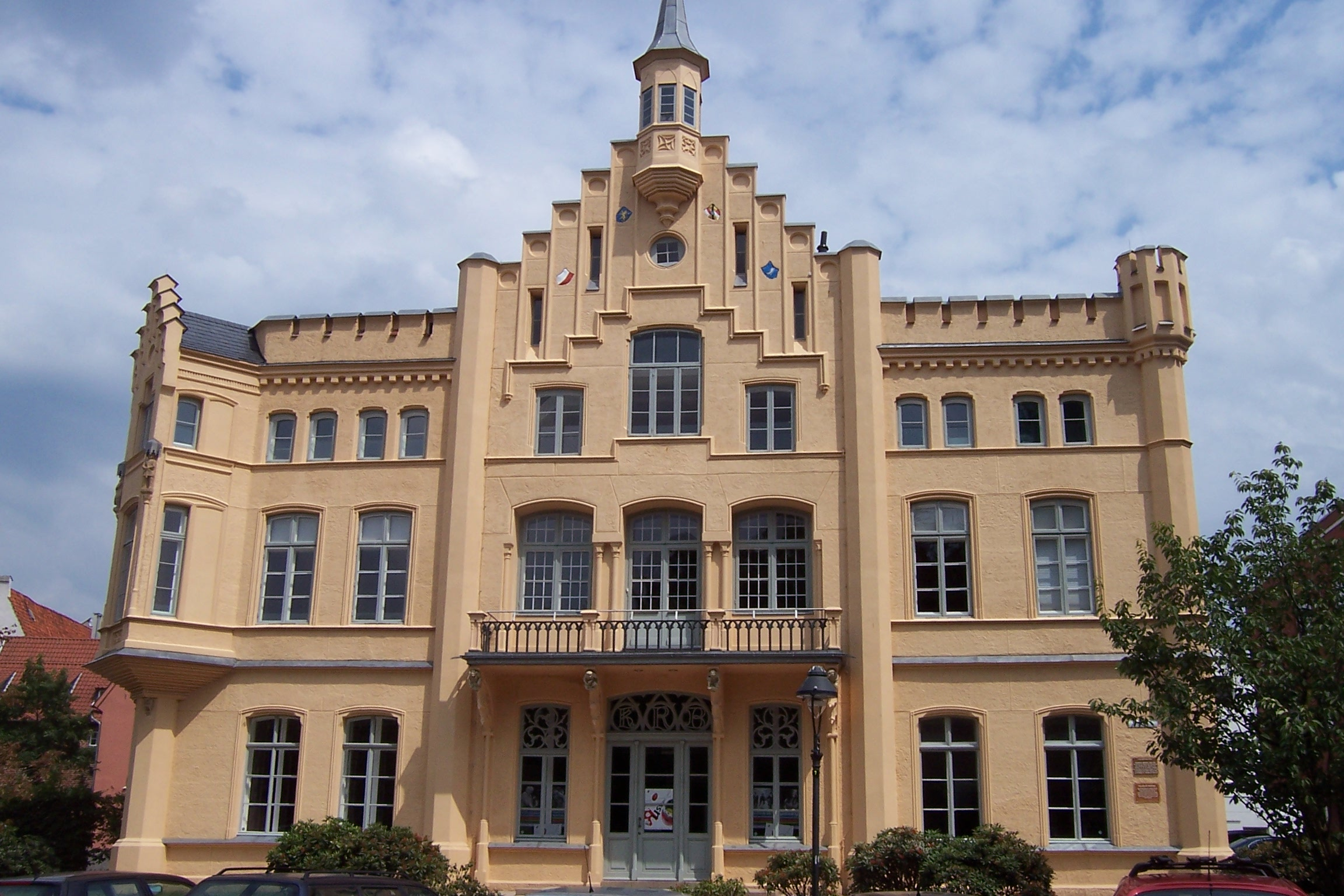
Schloss Rantzau
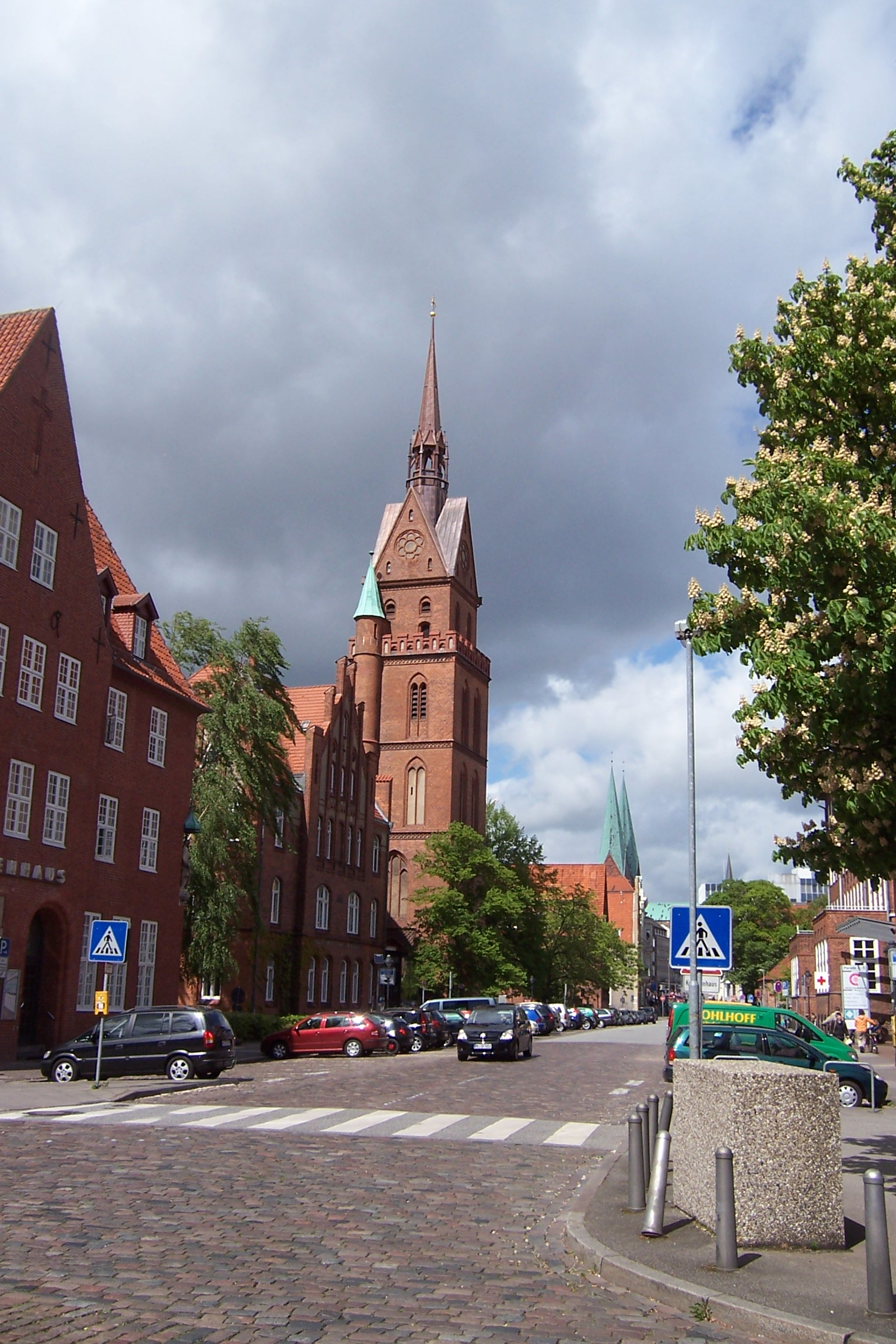
Parade, Blick vom Zeughaus in Richtung Norden zum Pferdemarkt
Die katholische Kirche steht unversehrt nach wie vor an der Straße Parade. Aufnahme um 1900.